# 伊朗国防和武装部队后勤部
伊朗國防和武装部队后勤部是伊朗伊斯蘭共和國的國防部門，於1989年成立，部門主管伊朗的常規軍隊及伊斯蘭革命衛隊，特別是要將伊斯蘭革命衛隊帶進國防架構裡，廢除其獨立部門。伊斯蘭革命衛隊的統領結構也會一併歸入國防和武装部队後勤部。